# Magyarország az 1975-ös fedett pályás atlétikai Európa-bajnokságon
Magyarország a lengyelországi Katowicében megrendezett 1975-ös fedett pályás atlétikai Európa-bajnokság egyik részt vevő nemzete volt. Az ország a versenyen 5 sportolóval képviseltette magát.

## Érmesek
| Érem  | Versenyző     | Versenyszám | Dátum      |
| ----- | ------------- | ----------- | ---------- |
| Ezüst | Kelemen Endre | Magasugrás  | március 8. |

## Eredmények

### Férfi
| Versenyző       | Versenyszám | Előfutam | Előfutam | Előfutam | Elődöntő | Elődöntő | Elődöntő | Döntő   | Döntő    |
| Versenyző       | Versenyszám | Idő      | Hely.    | Össz.    | Idő      | Hely.    | Össz.    | Idő     | Helyezés |
| --------------- | ----------- | -------- | -------- | -------- | -------- | -------- | -------- | ------- | -------- |
| Gresa Lajos     | 60 m        | 6,85     | 3.       | 9.       | 6,83     | 5.       | 10.      | kiesett | kiesett  |
| Milassin Lóránd | 60 m gát    | 8,10     | 5.       | 15.      | kiesett  | kiesett  | kiesett  | kiesett | kiesett  |

| Versenyző     | Versenyszám | Selejtező | Selejtező | Döntő    | Döntő    |
| Versenyző     | Versenyszám | Eredmény  | Helyezés  | Eredmény | Helyezés |
| ------------- | ----------- | --------- | --------- | -------- | -------- |
| Kelemen Endre | Magasugrás  |           |           | 219 cm   |          |
| Major István  | Magasugrás  |           |           | 216 cm   | 8.       |

### Női
| Versenyző     | Versenyszám | Selejtező | Selejtező | Döntő    | Döntő    |
| Versenyző     | Versenyszám | Eredmény  | Helyezés  | Eredmény | Helyezés |
| ------------- | ----------- | --------- | --------- | -------- | -------- |
| Irányi Margit | Súlylökés   |           |           | 16,23 m  | 8.       |